# Pave Eugenius 2.
Eugenius 2. (født 780, død 27. august 827) var pave 824 – 827 som nr. 109 i paverækken. Han var romer og blev valgt til at efterfølge Paschalis 1.
I forbindelse med konklavet var der også opstillet en kandidat fra det romerske folk, og tilstedeværelsen af Lothar, en søn af den frankiske hærfører Ludvig 1., var nødvendig for at opretholde den nye paves autoritet. Lothar udnyttede denne fordel til at gennemføre en række ændringer i den pavelige administration. Han sørgede for, at valget af den nye pave blev overdraget til adelen, og at ingen ny pave måtte vælges uden godkendelse fra Ludvig 1.

## Valget
Eugenius blev valgt til pave den 6. juni 824 som efterfølgeren til Paschalis 1. Den afdøde pave havde prøvet at bremse den romerske adel, der hastigt voksede i styrke, og som for at styrke sin position imod ham havde bedt om støtte hos frankerne. Da pave Paschalis 1. døde, gjorde adelen sig store anstrengelser for at erstatte ham med en af sine egne kandidater, og til trods for at gejstligheden valgte en kandidat, der gik ind for at fortsætte Paschalis' politik, lykkedes deres forsøg: De sikrede valget af Eugenius 2., som var ærkepræst af St. Sabina, der lå på Aventinerhøjen, selvom de ifølge et dekret fra pave Stefan 4.'s romerske koncil ikke skulle have nogen reel indflydelse på afstemningen.
Deres kandidat var ifølge tidlige udgaver af Liber Pontificalis søn af Boemund, men i senere og bedre udgaver er hans navn ikke fastslået. Som ærkepræst i St. Sabina var han især agtet for at have opfyldt sine pligter meget samvittighedsfuldt, og efter at han var blevet pave forskønnede han byen med mosaikker, der holdt helt op i det 1500-tallet.
I hans biografi er han beskrevet som en simpel og ydmyg person, lærd og veltalende, køn og generøs, en fredselsker og opslugt af tanker om at gøre, hvad der faldt i Guds smag.
| Efterfulgte: Paschalis 1. | Pave 824-827 | Efterfulgtes af: Valentin 1. |